# Station Docelles-Cheniménil
Station Docelles-Cheniménil is een spoorwegstation in de Franse gemeente Docelles en bedient tevens de aangrenzende gemeente Cheniménil.